# Tidvattenkraftverk

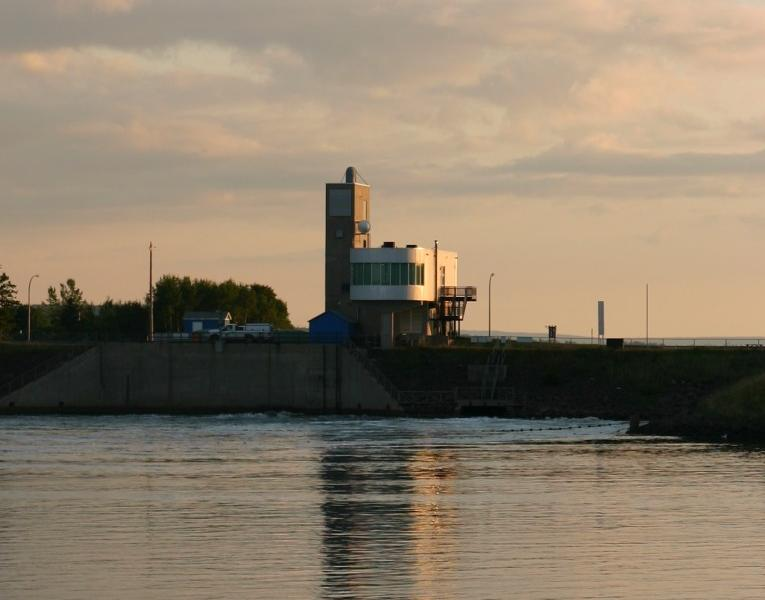
Tidvattenkraftverk i Annapolis Royal, Nova Scotia, Kanada.

Ett tidvattenkraftverk utnyttjar tidvattnets rörelser för att utvinna energi. I praktiken är det antingen höjdskillnaden mellan hög- och lågvatten eller själva strömmarna som bildas när vattnet förflyttas över jordklotet som man utnyttjar för energiutvinning. 
Kustnära tidvattenkraftverk utnyttjar ebb och flod genom anläggandet av en damm över mynningen på en vik med stora tidvattenvariationer. När tidvattnet stiger öppnas dammen och vattnet släpps in. När tidvattnet sedan sjunker släpps vattnet ut genom en turbin som alstrar elkraft eller utnyttjar energin på annat sätt. Turbinen kan oftast drivas båda vägarna med hjälp av svängbara turbinblad och producerar då elektricitet både vid inkommande och utgående tidvatten. Tidvattnets kraft har utnyttjats i flera århundraden för att driva kvarnar och sågar.
Det finns ont om platser som passar för konstruktionen av dessa kraftverk. Skillnaden mellan hög- och lågvatten måste vara uppåt tio meter för att det ska vara lönsamt. Stora kraftverk av denna typ finns i Frankrike, La Rance, och i Sydkorea, Sihwa lake.
Strömmarna som uppstår då vatten förflyttas från en kust till en annan är ytterligare ett sätt att utvinna energi ur tidvatten. Det finns ett flertal olika designer av kraftverk som placeras i dessa strömmar. Ett flertal av dem liknar vindkraftverk som placeras under ytan.  
I Sverige bedriver Uppsala universitet forskning inom tidvattenkraft och har för detta syfte konstruerat en experimentanläggning med en vertikalaxlad turbin i Söderfors (Dalälven). 